# Johan Helmich Roman

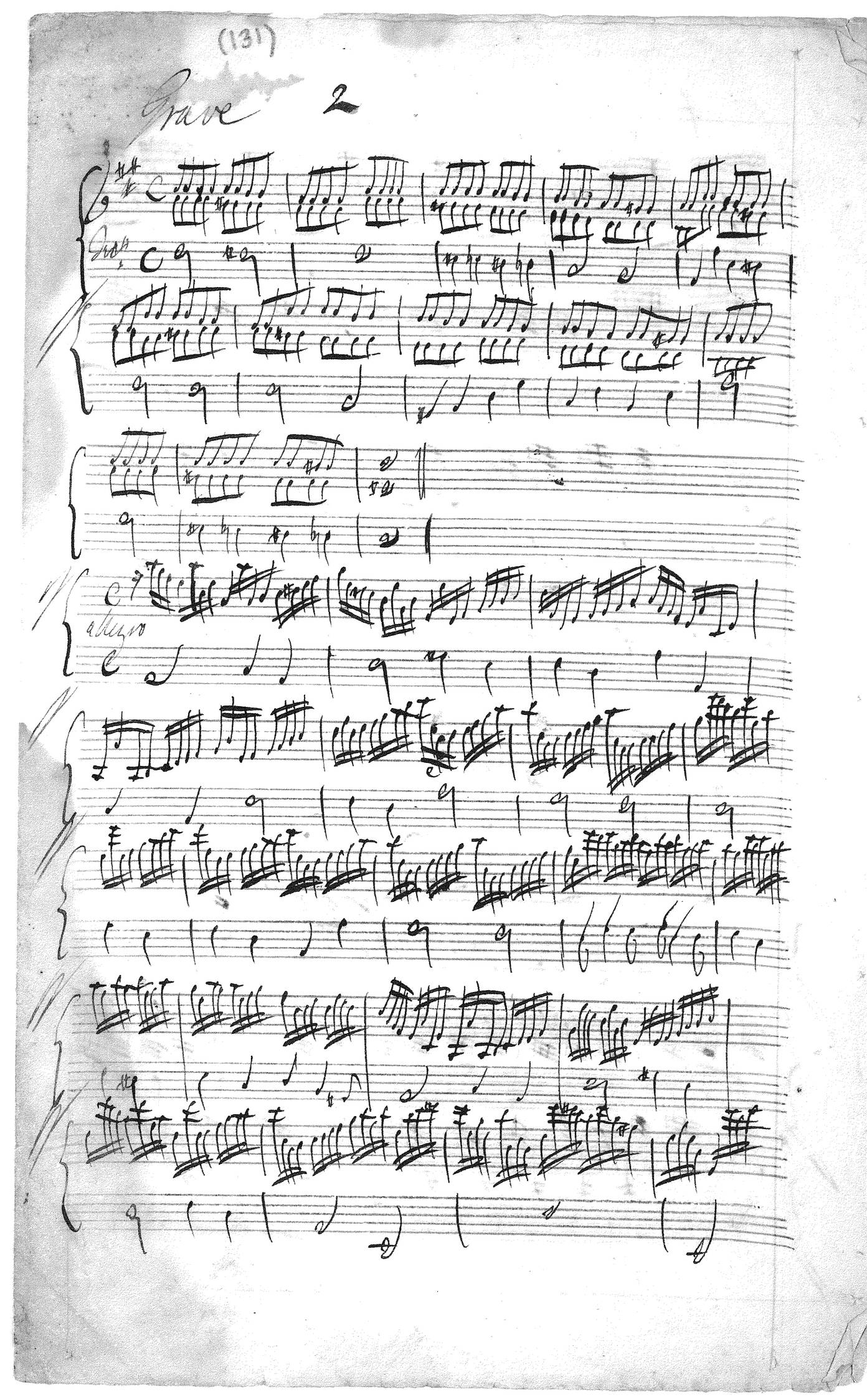
Fragment sonaty skrzypcowej La Guerra Johanna Paula von Westhoff, zapisanej ręką Johanna Helmicha Romana

Johan Helmich Roman (ur. 26 października 1694 w Sztokholmie, zm. 20 listopada 1758 w Haraldsmåla koło Kalmaru) – szwedzki kompozytor późnego baroku. Członek Królewskiej Szwedzkiej Akademii Nauk.

## Życiorys
Ok. 1715 wyjechał do Anglii, w Londynie uczyli go Johann Christoph Pepusch i Attilio Ariosti. Pracował jako skrzypek w King's Theatre, a następnie w Royal Academy of Music w Londynie. Po powrocie do Szwecji (1721) został wicekapelmistrzem, a po sześciu latach kapelmistrzem orkiestry królewskiej.
Romana nazywano ojcem muzyki szwedzkiej lub „szwedzkim Händlem”, zarówno z powodu jego wybitnych umiejętności kompozytorskich, jak i inspirowania się muzyką Händla. Roman był tak jak Händel zwolennikiem polifonii włoskiej, takiej jakiej hołdowali Domenico Scarlatti i Giovanni Battista Pergolesi.
Najsłynniejszym dziełem Romana jest Drottningholmsmusik z 1744, 24-częściowa suita, skomponowana z okazji ślubu szwedzkiego następcy tronu Adolfa Fryderyka z siostrą Fryderyka II Pruskiego, Ludwiką Ulryką (Lovisa Ulrika).
Roman był mistrzem wielu gatunków muzyki instrumentalnej i wirtuozem skrzypiec, dobrym oboistą i dyrygentem. Organizował w Sztokholmie pierwsze publiczne koncerty. Był także propagatorem używania języka szwedzkiego w muzyce, dzięki czemu w 1740 stał się członkiem Królewskiej Szwedzkiej Akademii Nauk. W ostatnich latach życia podupadł na zdrowiu (m.in. miał problemy ze słuchem) i wyjechał na południe Szwecji. Zmarł na raka.
Profesor Ingmar Bengtsson skatalogował dzieła Romana używając numerów BeRI.

## Dzieła

### Muzyka świąteczna
- Die "Golovin-Musik", BeRI 1
- Die "Drottningholmsmusik", BeRI 2
- Suite ur Drottningholmsmusiken (1744)
- 13 kantat koronacyjnych i świątecznych

### Utwory orkiestrowe i instrumentalne
- 23 symfonie
- 6 uwertur
- 5 suit orkiestrowych
- 2 Concerti Grossi
- 5 koncertów skrzypcowych
- l concerto per oboe d'amore, BeRI 53
- 17 Trio-Sonaten
- XII Sonate a flauto traverso, violone e cembalo (tr. 1727, poświęconych Ulryce Eleonorze gewidmet.
- 1 Sonate für Flöte und Cembalo
- Utwory na klawesyn i fortepian (u.a. 12 Suiten und 12 Sonaten)
- Assaggio à violino solo, BeRI 301, tr. 1740)
- Violinenduos

### Utwory wokalne
- Szwedzka Msza (für Solisten, Chor und Orchester)
- Kantaty (Dixit, Jubilate, Oh Gott, wir loben Dich)
- Hymny (min. Beati omnes)
- Psalmy Dawidowe
- ok. 80 sakralnych pieśni w języku szwedzkim i łacińskim.